# Tsuri goshi
Tsuri goshi (釣腰) é um dos 40 arremessos originais de Judo como desenvolvido por Jigoro Kano. Pertence ao terceiro grupo da lista de arremessos tradicional no Gokyo no waza de Judo Kodokan. Também faz parte dos atuais 67 Arremessos de Judo Kodokan. É classificado como uma técnica de quadril (koshi-waza).

## Descrição da técnica
- Gráfico de http://www.judoinfo.com/techdraw.htm

Vídeos exemplares:
- Torneio de http://www.judoinfo.com/video8.htm
- Demonstrado de http://www.judoinfo.com/video4.htm, http://www.suginoharyu.com.

## Técnicas semelhantes, variantes e pseudónimos
Pseudónimos em inglês:
- Lifting hip throw: arremesso de [...]

## Técnicas semelhantes, variantes, e pseudónimos
Pseudónimos:
- Lifting hip throw: arremesso de levantamento de quadril.

Variantes:
- Otsuri goshi (grande arremesso de quadril)
- Kotsuri goshi (pequeno arremesso de quadril)

Semelhante:
- O goshi
- Uki-goshi